# Jean-Jacques Lequeu

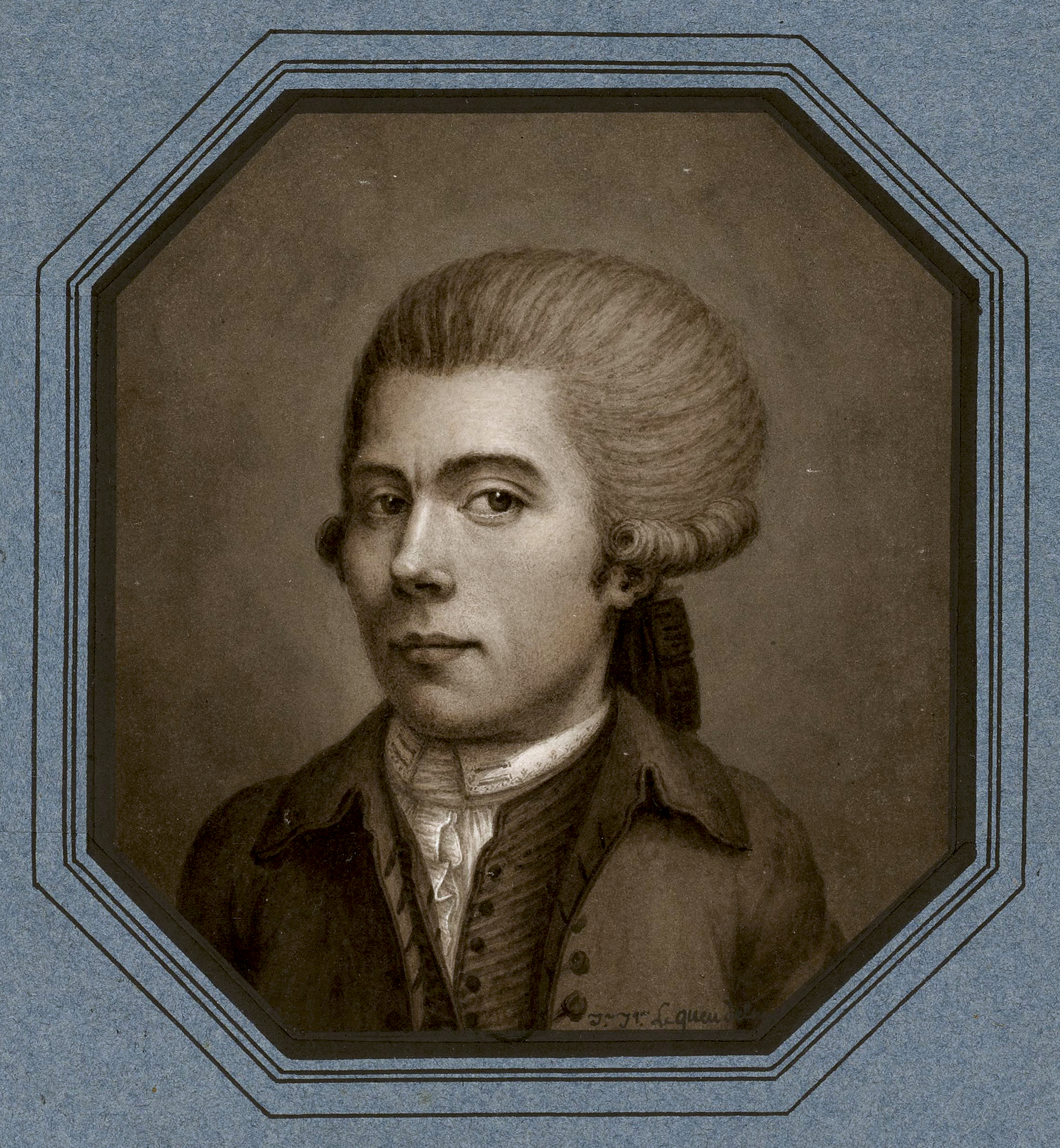
Auto-retrato de Lequeu

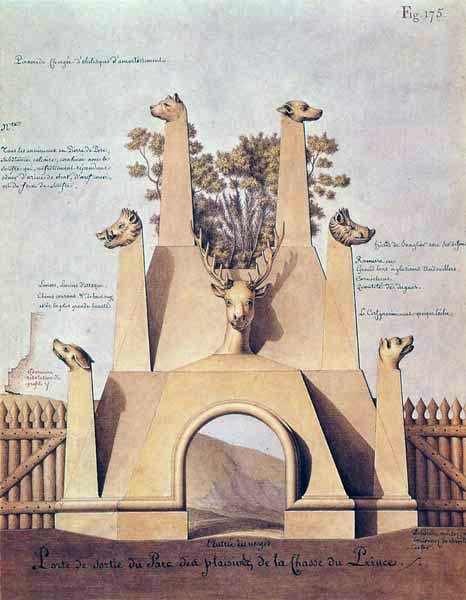
Portão de um campo de caça, projeto de Lequeu

Jean-Jacques Lequeu (Rouen, 14 de setembro de 1757 - Paris, 28 de março de 1826) foi um desenhista e arquiteto francês.
Lequeu nasceu em Rouen e ganhou uma bolsa para ir a Paris. Após a Revolução Francesa, a carreira de arquiteto de Lequeu nunca decolou. Dedicou-se a preparar o Architecture Civile, livro destinado a publicação, mas que nunca foi publicado. Tornou-se funcionário público trabalhando como agrimensor e cartógrafo até sua aposentadoria em 1815.
Lequeu é atualmente considerado parte do período do movimento chamado "arquitetura visionária" que se desenvolveu no período que antecedeu a Revolução Francesa. Isso foi diretamente influenciado pelas grandes competições organizadas pela École des Beaux-Arts . Essas competições encorajaram inscrições compostas por edifícios enormes, livres de restrições orçamentárias. Isso resultou em muitos projetos para edifícios vastos e impressionantes que tinham pouca conexão com o mundo real e permaneceram como "arquitetura de papel". Os arquitetos desse gênero incluem Claude-Nicolas Ledoux, Étienne-Louis Boullée e Antoine Laurent Thomas Vaudoyer; muitos deles, como Lequeu, são mais famosos por suas obras não construídas do que pelos edifícios realmente construídos.
A maioria de seus desenhos pode ser encontrada na Bibliothèque nationale de France. Alguns deles são pornográficos e são mantidos em separado do material acessível da biblioteca. Eles incluem um estábulo de vacas na forma de um bovino assírio; uma loucura erótica de jardim chamada Rede do Amor, repleta de um casal copulando; uma fonte priápica em um tabernáculo gótico e dois autorretratos travestidos. A maioria desses desenhos foi reproduzida no livro de Duboy em 1986. Mais recentemente, uma exposição aconteceu no Musee du Petit-Palais (Paris) em dezembro de 2018.
A historiografia de Lequeu levou a uma reflexão profunda. Foi apenas em meados do século XX que ele foi redescoberto pelo historiador vienense Emil Kaufmann. Kaufmann viu em Lequeu um "arquiteto revolucionário", assim como Boullée e Ledoux, mas este epíteto deve ser usado com cautela: embora alguns de seus desenhos expressem simpatia pelas ideias revolucionárias, suas opiniões parecem ter evoluído de acordo com as mudanças sociais e políticas.
Só em 1986, porém, foi publicada a primeira monografia dedicada a Lequeu, escrita pelo arquiteto e historiador da arquitetura Philippe Duboÿ. Este trabalho pioneiro assume a visão controversa de que o trabalho de Lequeu é parcialmente o resultado de uma manipulação deliberada envolvendo Marcel Duchamp. Já em 1987, o teórico e historiador da arquitetura Joseph Rykwert, em uma resenha do livro de Duboÿ, sublinhou a fraqueza de sua justificativa científica que misturava fato, ficção, fantasia, comparações incongruentes e as conjecturas mais inverificáveis. Segundo Elisa Boeri, “as suposições de que Duchamp contribuiu para a possível manipulação do legado de Lequeu na Biblioteca Nacional agora parecem quiméricas”. O historiador de arte e crítico de arte americano James Elkins considera que se trata de uma fraude deliberada. 
Há ambigüidade em torno das relações de Lequeu com o surrealismo. Uma espécie de ilusão retrospectiva poderia nos levar a ver vários desenhos de Lequeu pelo prisma das pinturas de De Chirico, Magritte ou Delvaux. Mas se nos referimos aos escritos de André Breton e seus amigos, e mesmo aos de Marcel Duchamp, é muito difícil encontrar qualquer vestígio de admiração por Lequeu, que também não é mencionado pelos primeiros historiadores deste movimento artístico.
Lequeu morreu em Paris em 1826.